# Силезская орфография Pro Loquela Silesiana
Силе́зская орфогра́фия Pro Loquela Silesiana (оригинальное название «азбучное письмо»; сил. ślabikŏrzowy szrajbōnek) — один из вариантов орфографии силезского языка/диалекта, официально принятый сообществом Pro Loquela Silesiana в 2010 году в городе Цешин. Является одной из новейших систем силезской письменности. В её создании активное участие принимала профессор Силезского университета в Катовице И. Тамбор. Новая орфография ориентирована прежде всего на молодое поколение, изучающее силезский идиом. Название письма «ślabikŏrzowy» связано с наименованием проекта Ślůnski ślabikorz (сил. ślabikorz «букварь», от ślabikować «читать по слогам»). Одними из первых изданий в орфографии Pro Loquela Silesiana стали книги Gōrnoślōnski Ślabikŏrz и Ślabikŏrz niy dlŏ bajtli (2010).

## История
Инициатором создания новой силезской орфографии было организованное для этой цели сообщество развития и распространения силезского языка Pro Loquela Silesiana. Новый алфавит предполагалось создать таким, чтобы его могли без затруднения использовать носители разных силезских говоров. Одинаково записанный текст должен был быть свободно прочитан разными способами в соответствии со спецификой того или иного говора. Также алфавит предполагалось сделать удобным для изучения силезского тем людям, которые бы не были знакомы с диалектом.
По словам одного из членов Pro Loquela Silesiana Р. Адамуса, создание нового алфавита стало необходимым помимо прочего и в связи с развитием новых коммуникационных технологий: с включением в повседневную жизнь мобильной связи и Интернета людям всё чаще приходиться общаться при помощи письменных текстов. Естественным способом неофициального письменного общения носителей силезских говоров стали тексты на силезском, записанные при помощи польского алфавита. Между тем запись силезского диалекта знаками польского алфавита не всегда удобна, поскольку в силезском есть звуки, которых нет в польском литературном языке, а следовательно нет и в польском алфавите графем для обозначения таких звуков. Решение этой проблемы происходило в Интернете стихийно — разными группами пользователей были созданы и введены в употребление сразу нескольких неофициальных вариантов записи силезского диалекта. Возникла необходимость привести все эти системы записи к единому общепризнанному алфавиту.

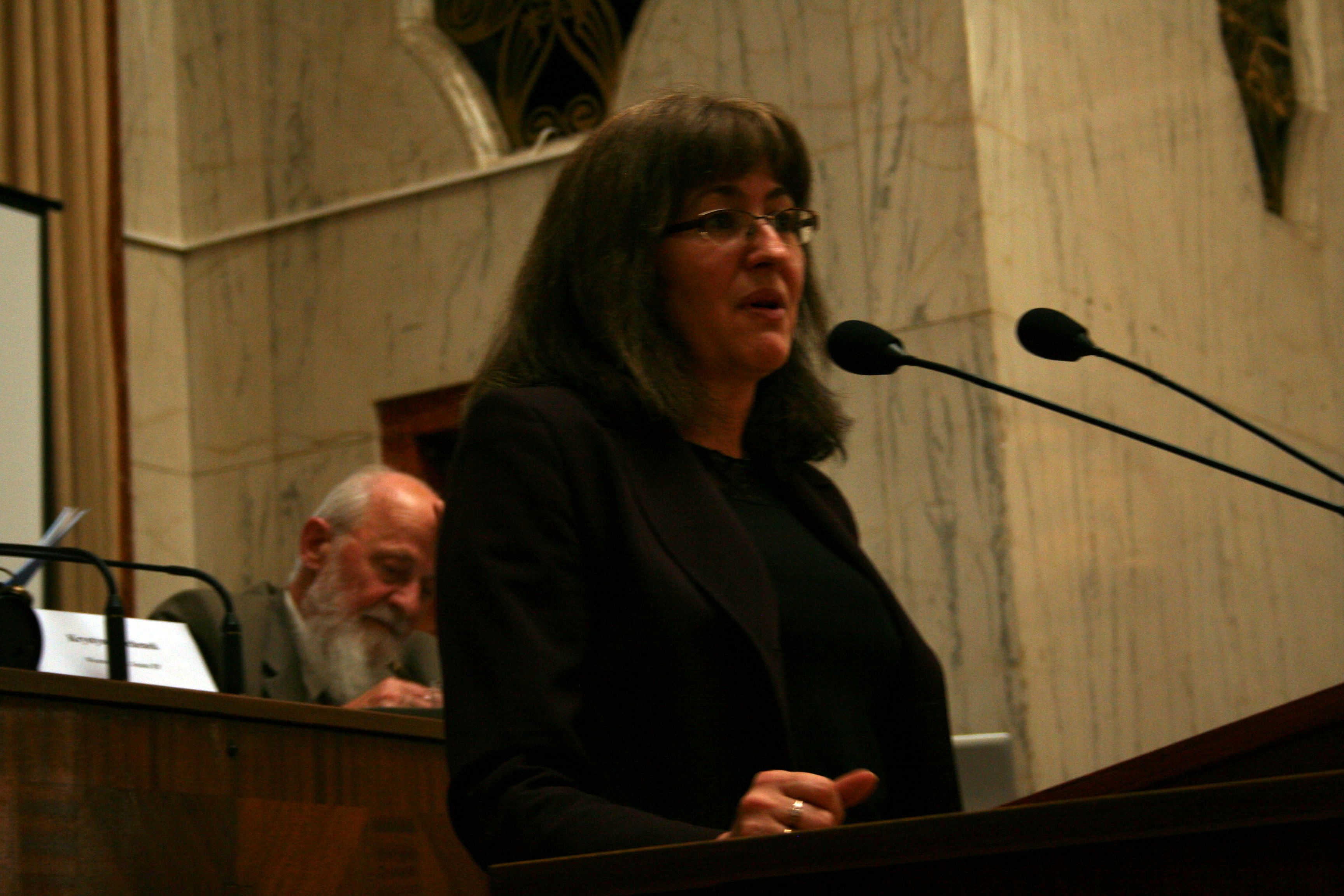
Йоланта Тамбор на конференции «Śląsko Godka — jeszcze gwara czy jednak już język?» («Силезская годка — ещё диалект или уже язык?») в Катовице 30 июня 2008 года

Принятие новой орфографии важно для силезцев также потому, что единая система письма является в Польше необходимым условием для законодательного признания языка региональным. А статус регионального языка по примеру кашубского может решить проблему недостатка финансирования проектов по сохранению и развитию силезского диалекта и культуры, связанных с созданием учебных программ, изданием учебной и художественной литературы, содержанием научно-просветительских организаций и т. п. Кроме этого, единая орфография в условиях постоянно снижающегося числа говорящих на силезском важна для создания словарей, учебных пособий, расширения текстового корпуса в печатных изданиях и на интернет-сайтах. В том случае, если родители не говорят на силезском, письменные тексты становятся для молодёжи одним из основных средств для изучения диалекта.
6 марта 2009 года в Цешине состоялась конференция «Śląska mowa jako język regionalny — po co, jak i kiedy?» («Силезский как язык региональный — зачем, как и когда?»). Незадолго до начала конференции в издании «Газета Выборча» в Катовице на первой полосе вышла статья на силезском диалекте (в системе записи Ф. Штойера), в которой говорилось о планах по выпуску первого силезского букваря и необходимости создания единого алфавита и правил правописания. Собрание представителей силезских политических и культурно-просветительских организаций проходило в здании силезской патриотической организации Матерь Земли Цешинской. Организаторами мероприятия выступили цешинский филиал Региональной педагогической библиотеки в Бельско-Бяла и сообщество Pro Loquela Silesiana. Итогом конференции стало решение создать единую систему письма для силезского диалекта. Для создания новой орфографии сообщество Pro Loquela Silesiana и организация сохранения силезского языка из Опольского воеводства Danga обратились к профессору Силезского университета в Катовице И. Тамбор. Алфавит и орфография, рассчитанные для носителей разных силезских говоров, были созданы и приняты на конференции в городе Цешин 10 августа 2009 года.

## Алфавит
В основе силезского алфавита в версии Pro Loquela Silesiana лежит латинская графика. Алфавит состоит из 34 букв:
| A a | Ã ã | B b | C c | Ć ć | D d | E e |
| F f | G g | H h | I i | J j | K k | L l |
| Ł ł | M m | N n | Ń ń | O o | Ŏ ŏ | Ō ō |
| Ô ô | Õ õ | P p | R r | S s | Ś ś | T t |
| U u | W w | Y y | Z z | Ź ź | Ż ż |     |

Графемы силезского алфавита выбраны с учётом реализации обозначаемых ими фонем в различных силезских говорах. В сравнении с другими известными вариантами силезского алфавита графическая система Pro Loquela Silesiana насколько это возможно приближена к польскому алфавиту. Отличия данного силезского алфавита от польского сводятся к введению в силезский дополнительных графем Ã, Ŏ, Ō, Ô и Õ, а также к отсутствию в силезском польских букв Ą и Ę, обозначающих носовые гласные, и буквы Ó, которой обозначают звуки на месте континуанта древнепольской суженной гласной ó.
- Ã — графема для обозначения континуанта носовой гласной переднего ряда на конце слова, отмечающейся главным образом в Опольской Силезии (аналог в польском литературном — графема ę): idã — пол. литер. idę «иду» (глагол iść «идти» в форме 1-го лица единственного числа настоящего времени); robiã — пол. литер. robię «делаю» (глагол robić «делать» в форме 1-го лица единственного числа настоящего времени); krowã — пол. литер. krowę «корову» (имя существительное единственного числа женского рода krowa «корова» в форме винительного падежа). В других районах Силезии отмечается на месте ã отмечается деназализованный гласный a. Поскольку ã пишется только в конце слова в строго ограниченном числе грамматических форм, по мнению создателей алфавита, употребление этой буквы у силезцев за пределами Опольской Силезии не должно вызывать затруднений.
- Õ — графема для обозначения континуанта носовой гласной заднего ряда. Она используется для записи небольшого числа флексий. Она обозначает звук [ǫ], который в польском литературном языке записывается знаком ą. Звук [ǫ] распространён в основном в западных районах Верхней Силезии, в остальных районах на его месте произносится деназализованный гласный o. Знак õ пишется в окончаниях прилагательных или слов изменяющихся по адъективному типу в форме винительного падежа женского рода: widzã czôrnõ krowã — пол. литер. widzę czarną krowę «вижу чёрную корову». Также буква õ используются в написании имён существительных с окончанием -ijô (-yjô) в форме винительного падежа — в этом случае их окончания совпадают с окончаниями имён прилагательных женского рода: familijõ — винительный падеж от familijô — пол. литер. rodzina «семья»; Francyjõ — винительный падеж от Francyjô — пол. литер. Francja Франция.
- Ŏ — графема для обозначения континуанта древнепольской суженной гласной á. На значительной части территории Силезии данный континуант произносится как дифтонг, например, как [ou̯] в Опольской Силезии: ptŏk (pt[ou̯]k) — пол. литер. ptak «птица»; или как [åu̯] в окрестностях Прудника и Рацибужа (pt[åu̯]k). В части регионов, таких, как Промышленный район или Цешинская Силезия, в которых континуант á произносится как монофтонг o (pt[o]k), вместо ŏ допускается писать букву o — такие варианты правописания признаются равноправными: gŏdać : godać — пол. литер. mówić «говорить». По мнению Г. Вечорека, одного из основателей Общества культивирования силезской речи Danga, для жителей силезских регионов с монофтонгическим произношением звука, обозначаемого графемой ŏ, понимать где пишется буква ŏ может помочь польский литературный язык — в тех словах, в которых восточные и южные силезцы произносят o, а в польском пишется буква a, в силезском следует писать ŏ: в польском ja «я» — произносится j[o] — пишется jŏ, в польском trawa «трава» — tr[o]wa — trŏwa, но в польском woda «вода» — w[o]da — woda (в этом правиле есть ряд исключений, как, например, в словах mŏwa — пол. литер. mowa «речь, язык» или wiŏska — пол. литер. wioska «деревня, деревушка»). Также Г. Вечорек отмечает, что использование графемы ŏ способствует пониманию одним группам силезцев говоров других групп силезцев и позволит избежать на письме таких гиперкорректных форм, как, например, krołwa — пол. литер. krowa «корова» (дифтонг написан там, где его не должно быть). В других силезских вариантах письма для обозначения континуанта древнепольской суженной гласной á используются знаки ô, o и (в орфографии Ф. Штойера) диграфы au, ou[5].
- Ō — графема для обозначения континуанта древнепольской суженной гласной ó (которая в свою очередь развилась на месте исторически долгой o), в современных силезских говорах обозначает звук, который, как правило, произносится как средний между [o] и [u]. В большинстве случаев соответствует графеме ó польского литературного языка, но иногда соответствует букве u, например, в слове buty «ботинки, сапоги»: mōj — пол. литер. mój «мой»; pōdź — пол. литер. pójdź «пойди»; fōrmōn — пол. литер. furman «кучер»; bōty — buty. К особенностям силезского произношения (и, соответственно, правописания) относится появление ō перед носовыми согласными m, n или ń: kōń — пол. литер. koń «лошадь, конь», wōm — пол. литер. wam «вам» (местоимение 2-го лица множественного числа wy «вы» в форме дательного падежа), znōm — пол. литер. znam «знаю» (глагол znać «знать» в форме 1-го лица единственного числа настоящего времени). Знак ō пишется и в ряде других позиций, не соответствующих польской ó, например, в слове drōga — пол. литер. droga «дорога, путь». В позиции начала слова звук на месте графемы ō (в тех говорах, в которых отмечается лабиализация o) произносится как [ŭó]: ōsmy ([ŭó]smy) — пол. литер. ósmy «восьмой». В этом случае дополнительный знак в систему письма не вводится — ō остаётся без изменений. В других системах письма силезского диалекта для обозначения континуанта древнепольской суженной гласной ó применяются знаки ö, ó и ů (последний — в орфографии Ф. Штойера, для лабиализованного ō в этой орфографии используется диграф uů)[5].
- Ô — графема для обозначения начальной гласной o, которая в большинстве силезских говоров лабиализуется: ôjciec ([u̯o]jciec) — пол. литер. ojciec «отец»; ôkno ([u̯o]kno) — пол. литер. okno «окно»; ôna ([u̯o]na) — пол. литер. ona «она». В других графических системах в этой же позиции используются сочетания uo, ło или знак ò[5]: uojciec, łojciec и т. п. Использование буквы ô позволяет читать слова так, как принято в говоре читающего, с лабиализацией или без неё, а также упрощает составление словарей, в которых ранее слова дублировались. Так, например, вариант łojciec включался в словари в раздел под буквой Ł и вариант ojciec — в раздел под буквой O.

## Правописание
К основному принципу орфографии Pro Loquela Silesiana относится стремление к соблюдению общесилезских правил произношения, а значит и записи, пренебрегая при этом малораспространёнными вариантами и исключениями — из нескольких вариантов произношения выбирается тот вариант, который шире всего распространён в силезских говорах; варианты произношения, известные в небольших по территории распространения группах говоров, орфографией не учитываются. Например, в орфографии учитывается редукция ł в сочетаниях согласных перед гласными заднего ряда (gowa — пол. литер. głowa «голова», gupi пол. литер. głupi «глупый», chop пол. литер. chłop «крестьянин»), на которую указывают многие диалектологи и которая распространена по всей Средней Силезии и на большей части территории Северной Силезии. Также в орфографии Pro Loquela Silesiana выбирается тот вариант записи, который сохраняет историческую преемственность и потому позволяет определить происхождение слова, например, сохранятся запись сочетания strz (strzewiki) при произношении на его месте в большей части силезских говоров [šč] (в некоторых силезских говорах таких изменений, как strz > szcz и zdrz > żdż не произошло и произношение совпадает с записью: strzewiki — пол. литер. buty, trzewiki «ботинки», «башмаки»; zdrzōdło — пол. литер. lusterko «зеркальце»).
К наиболее значимым особенностям правописания относятся:
- обозначение континуанта древнепольской мягкой ŕ как и в польском литературном языке при помощи диграфа rz, в том числе и в сочетаниях согласных типа trz, strz, drz, zdrz: trzi — пол. литер. trzy «три»; strzylać — пол. литер. strzelać «стрелять»; strzoda — пол. литер. środa «среда»; zdrzōdło;
- отсутствие обозначения мазурения, распространённого в северносилезских и в переходных силезско-малопольских говорах (мазурение допускается отражать на письме только в региональных ненормативных публикациях);
- обозначение на письме упрощения сочетаний согласных с ł: gowa; chop; cowiek — пол. литер. człowiek «человек»; wosy — пол. литер. włosy «волосы»; tuste — пол. литер. tłusty «жирный» (запись типа głowa возможна в записях текстов в тех регионах, в которых редукции ł не произошло);
- выпадение в сочетаниях согласных на конце слова знака ł, выражающего в польском языке формы прошедшего времени, например, в формах 1-го и 2-го лица единственного числа мужского рода znodech, znodżech — пол. литер. znalazłem и znodżeś — пол. литер. znalazłeś (от znojść, znolyźć — пол. литер znaleźć «найти»).
- отсутствие знака мягкости i в сочетаниях ke, ge, при этом твёрдость или мягкость произношения согласного выбирается в зависимости от принятого произношения в том или ином силезском говоре; в окончаниях прилагательных с континуантом суженного гласного e возможны два варианта написания: -kiyj, -giyj, -kiygo, giygo, -kiymu, -giymu или -kij, -gij, -kigo, gigo, -kimu, -gimu (polskiyj или polskiyj — пол. литер. polski «польский»);
- сохранение j во флексиях -yj / -ij: ślōnskiyj — пол. литер. śląski «силезский»; piyrwyj — пол. литер. dawniej «раньше, прежде».
- написание сочетаний гласного с согласными n, m на месте континуантов древнепольских носовых гласных (за исключением гласной, соответствующей ę в польском литературном языке, выступающей на конце слова):
  - перед взрывными согласными и аффрикатами:
    - -om-, -em- — перед губными согласными (как произношение, так и запись);
    - -on-, -en- — перед переднеязычными (зубными и альвеолярными) и заднеязычными согласными (в последнем случае на месте сочетания графем произносится звук [ŋ]);
    - -oń-, -eń- перед среднеязычными;

  - перед фрикативными в записи отражена их назальность: -on-, en- (ślōnzok — пол. литер. ślązak «силезец»);
  - на конце слова -om (в соответствии с графемой -ą в польском литературном языке).
- три способа записи континуанта древнепольской носовой гласной, соответствующей ę в польском литературном языке, выступающей на конце слова (зависит от регионального варианта произношения):
  - -a — в Верхнесилезском промышленном районе (в Катовицком районе, в Врехней Силезии в узком смысле);
  - -ã — в Опольской Силезии;
  - -ym, -e — в Цешинской Силезии (первый вариант применяется для записи форм глагола 1-го лица, второй — для форм имён в винительном падеже);
- обозначение на письме эпентетических элементов t и d типа zdrzōdło, strzoda, ôstrzōdka — пол. литер. miękisz «мякиш»; pojstrzodek — пол. литер. środek «середина»;
- написание префикса noj- (с равноправными региональными вариантами nŏj- и nej-) при образовании степеней сравнения имён прилагательных и наречий: nojgryfnij — пол. литер. ładny, urodziwy «красивый, хороший» (nŏgryfnij, nejgryfnij);
- написание в формах глагола 1-го лица единственного числа прошедшего времени конечного -ch в нескольких вариантах: godołech / godołch / joch godoł / jożech godoł / godołżech — пол. литер. mówiłem «говорил»;
- вариативное написание гласной в конце основы прошедшего времени (соответствующее общепольскому -y- / -i-) в зависимости от преобладающего в том или ином силезском регионе произношения: ō (bōł — пол. литер. był «был»; robiōł — пол. литер. robił) или y (był, robiył) с возможным также вариантом записи форм с предшествующими мягкими согласными типа robił;
  - выпадение знака ć, следующего после ś, ź в формах инфинитива: godać, но niyś — пол. литер. nieść «нести», kraś — пол. литер. kraść «красть, воровать»;
- при написании германизмов:
  - запись дифтонга au так же, как и в немецком языке: auto — пол.литер. samochód, ausdruk — пол. литер. idiom, powiedzenie «идиома», «выражение»;
  - отсутствие знака h, удлиняющего предшествующий ему гласный: bana — пол. литер. kolej, pociąg «железная дорога», «поезд», banka — пол. литер. tramwaj, kolej wąskotorowa «трамвай», «узкоколейная железная дорога»;
  - запись графемы z при произношении звука [z], даже если в оригинале записи немецкого слова используется графема s: szlagzana (от нем. Schlagsahne) — пол. литер. bita śmietanka «взбитые сливки», но сохранении записи s в приставке aus-;
  - запись графемы с при произношении звука [с], даже если в оригинале записи немецкого слова используется графема z: ancug (от нем. Anzug) — пол. литер. ubranie, garnitur «костюм», citrōna (от нем. Zitrone) — пол. литер. cytryna «лимон»;
  - написание сочетания sz на месте немецкого sch: szlagzana, szlauch (от нем. Schlauch) — пол. литер. dętka rowerowa «велосипедная камера»;
  - вариативное написание s / sz перед согласными не только в германизмах, но и в словах не немецкого происхождения: stympel / stympel (от нем. Stempel) pieczątka «печать»; skarbnik / szkarbnik — пол. литер. duch kopalni «дух шахты»;
  - написание сочетания aj на месте немецкого ei: majzel (от нем Meißel) — пол. литер. przecinak «зубило»;
  - написание сочетания oj на месте немецкого eu: Ojgyn (от нем Eugen) — имя собственное Ойген (в пол. Eugeniusz (Эугениуш), в рус. Евгений);

## Использование
Первым изданием в новой силезской орфографии стала книга О. Лысогорского Spiwajuco piaść, напечатанная в 2009 году. За ней последовали учебные пособия, выпущенные сообществом Pro Loquela Silesia: Gōrnoślōnski Ślabikŏrz («Верхнесилезский букварь») и Ślabikŏrz niy dlŏ bajtli. Первая книга, включающая 46 уроков, в количестве 2000 тысяч экземпляров разошлась по школам, библиотекам и домам культуры. В основе Gōrnoślōnski Ślabikŏrz лежит опыт создания «Кашубского букваря». Помимо обучения чтению Gōrnoślōnski Ślabikŏrz знакомит детей с народными обычаями силезцев. Вторая книга предназначена для широкого круга читателей. В неё включена помимо прочего информация о различных языковых чертах, встречающиеся в тех или иных регионах Силезии
В орфографии Pro Loquela Silesiana в Польше также начато издание книг из серии Canon Silesiae — Ślōnskŏ Bibliŏtyka (издательство Silesia Progress). Она включает такие книги, как Listy z Rzymu (трактат о философии, религии и любви З. Кадлубека), Prōmytojs przibity (перевод на силезский З. Кадлубеком трагедии Эсхила «Прометей прикованный») и Dante i inksi. Poezyjŏ w tumaczyniach Mirosława Syniawy (сборник поэзии Горация, Данте, А. Силезиуса, У. Блейка, Й. Эйхендорфа, У. Б. Йейтса, С. Есенина, И. Крылова, О. Мандельштама и других авторов в переводе М. Сынявы).
26 февраля 2010 года на данную орфографию перешла Силезская Википедия. Также силезский в новой орфографии применяется на сайтах различных силезских организаций, в блогах и т. д.
В 2012 году крупнейший польский дистрибьютор видеоигр начал продажи игровых версий на силезском языке в новой орфографии, первой игрой стала Euro Truck Simulator 2 (автор перевода — Гжегож Кулик). В 2013 году впервые были переведены на силезский титры к фильму Звёздные войны. Эпизод IV: Новая надежда. В 2015 году производитель электроники Samsung начал продажу мобильных телефонов с возможностью выбора силезского языка («Polski (Silesian)») как системного (при содействии в сообщества Pro Loquela Silesiana). В этом же году силезский в новой орфографии стал одним из языков социальной сети Facebook.

## Пример текста
Naszo godka.

Jak jo bōł jeszcze mały, chodziōłżech w krōtkich galotkach, to jo słuchoł ôd mamy, ta naszo, ślōnsko godka. Jak poszołżech do szkoły, to sie to fest zmiyniyło, bo tam były rechtory i tam sie yno «mówiło». Jak yno sie kerymu, przipadkowo coś wypsło, powiedzioł po naszymu, to słyszoł: «nie mów tak brzydko». Joch tego niy rozumioł, ô co w tym wszystkim chodzi i pojōńć tyżech niy umioł, czamu godani szkodzi. Tata mi padoł: z czasym, wszystko sōm zrozumisz, czamu tyj godki naszyj w szkole używać niy umisz.
— Kodyfikacja pisowni. Gŏdōmy po ślōnsku